# Museo Ferroviario de Macinhata do Vouga
El Espacio Museológico de Macinhata do Vouga se encuentra situado en la estación con el mismo nombre, en el Ramal de Aveiro (de la Línea del Vouga). Ocupa las antiguas instalaciones adaptadas a este efecto.

## Colección
- Locomotora Y 97 (1913)
- Locomotora CN 7 (1904)
- Locomotora VV 22 (1925)
- Locomotora N 2 (1889)
- Locomotora CN 16 (1886)
- Locomotora VV 13 (1908)
- Automotores ME 51 y ME 53 (1940-1941)
- Vagón Cyfv 252 (1942)
- Salón pagador SE 401 (1914)
- Vagón 5398100
- Oficina postal APeyf 23 (1954)
- Furgón DFfv 255 (1899 o 1908)
- Locomotora vapor PPF 16
- Vagón de bordes bajos 539802
- Dresina de inspección cerrada DIE 3
- Cuadriciclo motorizado
- Vagoneta (Zorra)